# Focke-Wulf Fw 57

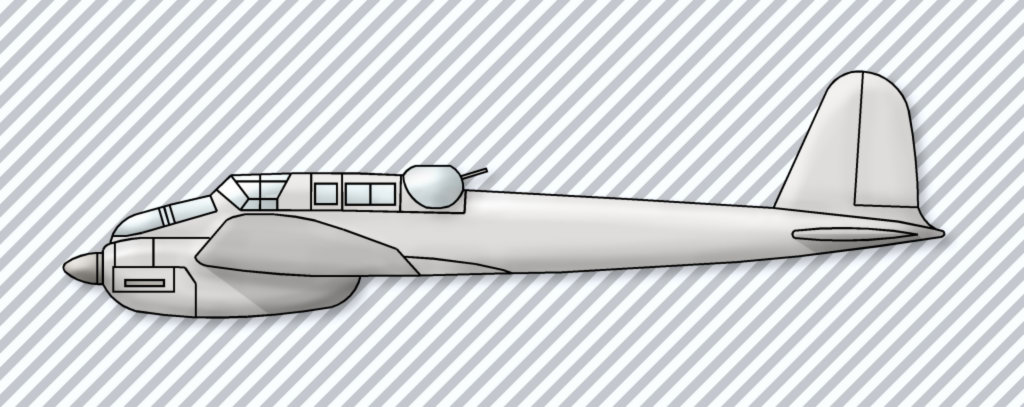
Seitenriss der Fw 57

Die Focke-Wulf Fw 57 war der Prototyp eines Zerstörerflugzeugs der Focke-Wulf-Flugzeugwerke. Von der Fw 57 wurden 1936 nur drei Stück (bezeichnet als V1, V2 und V3) hergestellt.

## Entwicklung
Die Fw 57 war Focke-Wulfs Vorschlag zum 1934 ausgeschriebenen „Kampfzerstörer“, unter dem sich das Reichsluftfahrtministerium (RLM) ein Mehrzweck-Kampfflugzeug vorstellte, das als Jäger und taktischer Bomber verwendbar war. Konkurrenzentwicklungen zur Fw 57 waren die Hs 124 von Henschel und die Bf 110 von Messerschmitt. Die Forderung folgte der Luftkriegsdoktrin Frankreichs und Großbritanniens, die ebenfalls universelle Kampfflugzeuge entwickelten (Amiot 143, Potez 63, Breguet 693). Basierend auf den Erfahrungen aus den Kolonialkriegen Frankreichs und Großbritanniens sollte dieser universelle Flugzeugtyp als Jagdflugzeug mit größerer Reichweite die eigenen Bomber decken und gegnerische abfangen können, aber auch als Aufklärer, Sturzkampfbomber und Tiefangriffsflugzeug zum Einsatz kommen. Es sollte sich jedoch zeigen, dass diese Flugzeugklasse keine der vorgesehenen Aufgaben tatsächlich effektiv erfüllen konnte.
Focke-Wulf versuchte, sämtliche Anforderungen des RLM in einem Flugzeug zu verwirklichen. Die Fw 57 war mit zwei V12-Motoren Daimler-Benz DB 600A untermotorisiert und schwierig zu fliegen. Die Bf 110 gewann schließlich die Ausschreibung, während die Fw 57 faktisch seit November 1935 aus dem Rennen war. Ungeachtet dessen wurden noch die drei Prototypen gebaut und ab Juni 1936 erprobt.
Neben dem Piloten waren zwei Bordschützen für die vorderen und das hintere MG als Besatzung vorgesehen.

## Technische Daten
| Kenngröße             | Daten                                                                              |
| --------------------- | ---------------------------------------------------------------------------------- |
| Besatzung             | 3 (Pilot und zwei Bordschützen)                                                    |
| Länge                 | 16,4 m                                                                             |
| Spannweite            | 25 m                                                                               |
| Höhe                  | 4,08 m                                                                             |
| Leermasse             | 6800 kg                                                                            |
| max. Startmasse       | 8300 kg                                                                            |
| Höchstgeschwindigkeit | 404 km/h                                                                           |
| Marschflughöhe        | 9100 m                                                                             |
| Triebwerke            | 2 × DB 600A; je 910 PS (ca. 670 kW)                                                |
| Bewaffnung            | zwei bewegliche 20-mm-Maschinengewehre im Bug; ein weiteres im oberen Geschützturm |
| Bombenlast            | sechs Bomben zu je 100 kg                                                          |